# سنرکیا
سنرکیا (به ایتالیایی: Senerchia) یک کومونه در ایتالیا است که در استان آولینو واقع شده‌است. سنرکیا ۳۶ کیلومتر مربع مساحت و ۱٬۰۳۶ نفر جمعیت دارد و ۶۰۰ متر بالاتر از سطح دریا واقع شده‌است.